# 部活、好きじゃなきゃダメですか?
『部活、好きじゃなきゃダメですか？』（ぶかつ、すきじゃなきゃダメですか）は、いづみかつきによる日本の漫画。『ガンガンONLINE』（スクウェア・エニックス）にて、2016年5月2日から2017年3月6日まで連載。コミックスは全2巻。2018年10月23日から12月25日まで日本テレビ「シンドラ」枠にてテレビドラマ化された。
きつくて疲れる部活はやりたくなかったのに、女子にモテるかもしれないという安易な気持ちで体育会系の部活・サッカー部に入ってしまった3人の高校生。本当はサボりたいのだが、サッカー部顧問の先生が厳しすぎて、とてもサボることができない。しかし、様々な理由を口実にサボろうと画策する西野と大山の気持ちを変えさせようと、同じサッカー部の窪田が改革に乗り出しつつ奔走していく物語である。

## あらすじ
いつものように青春部活マンガを読んでいた高校2年生のサッカー部員である西野、窪田、大山の3人。しかし、西野と大山はあまりにあり得ない内容だとして爆笑する。その姿を見て、サッカー部に青春を賭ける窪田は頭を抱える。「真剣に部活をやっている人間もいる」と窪田が説いても、西野と大山はその話を真剣には受け取らない。大会まで残り2ヵ月を切った中、何とかして西野と大山の意識を改革させようと窪田は奔走する。目指すは全国制覇、とまではいかなくとも、せめて初戦は突破しておきたい。果たして、窪田の切なる願いは西野と大山の心に届くのか。

## 登場人物
西野（にしの）
サッカー部に所属する高校2年生。ずる賢くて器用な性格の持ち主。サッカーは物凄く上手いのに、普段から如何にサボろうかと考えるほどに部活が嫌い。
窪田（くぼた）
サッカー部に所属する高校2年生。気弱ではあるが、誰よりもサッカーを愛している真面目で誠実な性格の持ち主。部活マンガに憧れてサッカーを始めた。
大山（おおやま）
サッカー部に所属する高校2年生。自由奔放であり無邪気な性格の持ち主。尋常ではないスタミナを持っており、サッカーがとても上手い。
一色（いっしき）
サッカー部に所属する高校3年生で副キャプテンを務める。サッカーの上手さはお墨付きなのだが、重度の中二病で、マンガの影響を強く受ける傾向にある。
松岡（まつおか）
サッカー部に所属する高校3年生でキャプテンを務める。全体的にあまりやる気や覇気を感じないのだが、何故か人望がある。
塩田（しおた）
サッカー部に所属する高校1年生。やる気はそこそこ感じるのだが、先輩たちを上目遣いに見る感じの、少しムカつく性格の持ち主。
小森（こもり）
野球部マネージャーを務める高校2年生。常識人ではあるが、時折持論を語りだす妙な癖がある。
上田（うえだ）
サッカー部顧問。ペナルティとしてグラウンド10周等、部員たちにスパルタを仕掛けることが多々あり、部員たちから恐れられている。

## 書誌情報
- いづみかつき 『部活、好きじゃなきゃダメですか？』 スクウェア・エニックス〈ガンガンコミックスONLINE〉、全2巻
  1. 2016年10月22日発売、ISBN 978-4-7575-5131-2
  2. 2017年5月22日発売、ISBN 978-4-7575-5347-7

- 新装版：2018年10月10日発売、ISBN 978-4-7575-5902-8

## テレビドラマ
2018年10月23日から12月25日まで、日本テレビのシンドラ枠にて放送された。サッカー部に入ったものの、サボることばかり考えている高校生たちのひと時の青春物語として描かれた。主演はKing & Princeの髙橋海人、神宮寺勇太、岩橋玄樹のトリプル主演。尚、髙橋はドラマ初出演・初主演、神宮寺、岩橋はドラマ初主演となる。 

### キャスト
- 西野 - 髙橋海人（King & Prince）[3]
- 窪田 - 神宮寺勇太（King & Prince）[3]
- 大山 - 岩橋玄樹（King & Prince）[3]
- 一色 - 森本慎太郎（SixTONES/ジャニーズJr.）[4][5]
- 松岡 - 中島広稀[5]
- 塩田 - 堀家一希[5]
- 小森 - 古川琴音[5]
- 上田 - 吉田鋼太郎[5]
- 廣島 - 岡山天音
- 山下 - 花坂椎南[5]

### スタッフ
- 原作 - いづみかつき 「部活、好きじゃなきゃダメですか？」（ガンガンコミックスONLINE スクウェア・エニックス刊）
- 脚本 - 加藤拓也[6]
- 演出 - 中茎強、松山雅則
- 音楽 - 小畑貴裕
- 主題歌 - King & Prince「Memorial」（Johnnys' Universe）[3]
- 編成企画 - 田中宏史、國谷茉莉
- 企画プロデューサー - 長松谷太郎、三上絵里子
- コンテンツプロデューサー - 高島陽子
- 協力プロデューサー - 松山雅則
- プロデューサー - 大倉寛子、高橋淳之介、戸倉亮爾
- チーフプロデューサー - 池田健司
- 制作協力 - トータルメディアコミュニケーション
- 制作プロダクション - AXON
- 製作著作 - 日本テレビ、ジェイ・ストーム

### 放送日程
| 話数   | 放送日   | サブタイトル | 演出     |
| ------ | -------- | --- | -------- |
| 第1話  | 10月23日 | エピソード1 最近の少年漫画の三大要素って変わってきてるっぽいけど 大体長続きするやつは 友情 勝利 努力 でしょうよ | 中茎強   |
| 第2話  | 10月30日 | エピソード2 顧問の先生ってプライベート謎な人が多いけど プライベート明かしてくれる先生は人気になりがち エピソード3 顧問の器は渡したタクシー代の大きさだけでなく そのお釣りを回収するかどうかで測れ                          | 中茎強   |
| 第3話  | 11月06日 | エピソード4 3年生は2年生にかなり厳しいけど、1年生には優しい。 2年生は1年生にかなり厳しい エピソード5 生乾きの匂いの奴って部内に絶対1人はいるし、 あの匂いってめちゃめちゃ目立つ                                            | 中茎強   |
| 第4話  | 11月13日 | エピソード6 必殺シュートにワクワク出来るなら、 そんな自分を良しとしてみるべきだし、 必殺シュートを追い求める過程で少し上達する可能性がアリよりのナシ エピソード7 サッカー部の奴って 体育の授業がサッカーの時やたらはしゃぐ | 中茎強   |
| 第5話  | 11月20日 | エピソード8 練習でペア組む時って ふつう、顧問って数に入ってないよね？ エピソード9 最近、"ライバル"とか言わなくないですか？                                                                                                 | 松山雅則 |
| 第6話  | 11月27日 | エピソード10 両思いのときのイチャイチャと カップルになってからのイチャイチャって どっちの方がイライラしますかね？ | 松山雅則 |
| 第7話  | 12月04日 | エピソード11 プレイングマネージャーと 普通のマネージャーってなにが違うんですかね。 エピソード12 テストの点数だけで評価する社会だから、 人間を見て評価する社会にしませんか。                                                | 中茎強   |
| 第8話  | 12月11日 | エピソード13 運動部の合宿って意外に部員より顧問の方が張り切ってたりする。 でもって、MVPPってなに？ | 松山雅則 |
| 第9話  | 12月18日 | エピソード14 キレタらキレタでキレる奴が悪いみたいな空気になるし、 我慢したら我慢したで言わない奴が悪いみたいな空気にもなる                                                                                                 | 中茎強   |
| 最終話 | 12月25日 | エピソード15 部活好きじゃなきゃダメですか？ いいえ。でもたぶんだけど、大体皆好きなんじゃないの？ | 中茎強   |

### 放送局
| 放送期間                  | 放送時間                                                              | 放送局         | 対象地域   | 備考   |
| ------------------------- | --------------------------------------------------------------------- | -------------- | ---------- | ------ |
| 2018年10月23日 - 12月25日 | 火曜 0:59 - 1:29（月曜深夜）                                          | 日本テレビ     | 関東広域圏 | 制作局 |
|                           |                                                                       | 山梨放送       | 山梨県     |        |
| 2018年10月29日 -          | 月曜 2:31 - 3:01（日曜深夜） （2話以降 : 月曜 2:35 - 3:05（日曜深夜） | 読売テレビ     | 近畿広域圏 |        |
| 2018年10月30日 -          | 火曜 1:59 - 2:29（月曜深夜）                                          | 福岡放送       | 福岡県     |        |
| 2018年10月31日 -          | 水曜 2:04 - 2:34（火曜深夜）                                          | 静岡第一テレビ | 静岡県     |        |
| 2018年11月1日 -           | 木曜 1:43 - 2:13（水曜深夜）                                          | 中京テレビ     | 中京広域圏 |        |
| 2018年11月4日 -           | 日曜 1:25 - 1:55（土曜深夜）                                          | 青森放送       | 青森県     |        |
| 2019年2月3日 -            |                                                                       | 高知放送       | 高知県     |        |
| 2019年2月10日 - 4月14日   | 日曜 1:15 - 1:45（土曜深夜）                                          | テレビ新潟     | 新潟県     |        |